# Patton Oswalt
Patton Oswalt (Portsmouth, Virginia, 1969. január 27.) Primetime Emmy- és Grammy-díjas amerikai humorista, színész, forgatókönyvíró és producer.
Ismertebb szerepei Spence Olchin a Férjek gyöngye című sorozatban, illetve Eric Koenig A S.H.I.E.L.D. ügynökei című sorozatban. Először a Seinfeld "The Couch" című epizódjában tűnt fel televíziós színészként, azóta több televíziós sorozatban is szerepelt, például Kim Possible, Városfejlesztési osztály, Balfékek, Két pasi – meg egy kicsi, Tömény történelem, Reno 911! – Zsaruk bevetésen, a Mystery Science Theater 3000, a Az alelnök és Brooklyn 99 – Nemszázas körzet. Jelenleg A Goldberg család című sitcom narrátora, illetve a Peacock streamingszolgáltató A.P. Bio című sorozatában játssza Ralph Durbin igazgatót. Oswalt szólaltatta meg Remy karakterét is a 2007-es L'ecsó című animációs filmben.

## Élete és pályafutása
A virginiai Portsmouth-ban született, Carla és Larry J. Oswalt gyermekeként. Nevét George S. Patton tábornokról kapta. Olasz, ír, német, angol és skót felmenőkkel rendelkezik. Van egy fiatalabb testvére, Matt Oswalt. Családjával Ohióban és a kaliforniai Tustinban éltek, majd a virginiai Stirlingbe költöztek.
1987-ben érettségizett a virginiai Ashburnben. Később a William & Mary Kollégiumban tanult.
1988. július 18-án kezdett stand-upolni. Filmes karrierje az 1996-os Tűz a víz alá! című vígjátékkal kezdődött, első televíziós szerepe pedig a Seinfeld The Couch című epizódjában volt.

## Magánélete
2005. szeptember 24-én vette el Michelle McNamara írónőt. 2009-ben született meg kislányuk.
2016. április 21-én McNamara alvás közben elhunyt. Halálát egy korábban nem diagnosztizált szívbetegség és gyógyszerek szedése okozta.
2017 júliusában Meredith Salenger színésznővel járt, majd ezen év novemberében össze is házasodtak.

## Filmográfia

### Filmek
| Év   | Magyar cím                            | Eredeti cím                                   | Szerep                             | Magyar hang      |
| ---- | ------------------------------------- | --------------------------------------------- | ---------------------------------- | ---------------- |
| 1990 |                                       | Student Loans and You                         | komikus                            |                  |
| 1996 | Tűz a víz alá!                        | Down Periscope                                | Stingray rádiósa                   |                  |
| 1999 | Ember a Holdon                        | Man on the Moon                               | Kékgalléros srác                   |                  |
| 1999 | Magnólia                              | Magnolia                                      | Delmer Darion                      |                  |
| 2000 |                                       | Desperate But Not Serious                     | szerző                             |                  |
| 2001 | Zoolander, a trendkívüli              | Zoolander                                     | majom fotós                        |                  |
| 2002 | Cikkcakk                              | Zig Zag                                       | Shelly                             |                  |
| 2003 | Fuss, Ronnie, fuss!                   | Run Ronnie Run                                | Dozer                              | Szűcs Sándor     |
| 2003 | Felül semmi                           | Calendar Girls                                | Larry                              |                  |
| 2004 | Amerikai taxi                         | Taxi                                          | Ügyintéző                          | Holl Nándor      |
| 2004 | Penge – Szentháromság                 | Blade: Trinity                                | Hedges                             | Koncz István     |
| 2004 | Starsky és Hutch                      | Starsky and Hutch                             | Disco DJ                           | Elek Ferenc      |
| 2004 | Kidobós: Sok flúg disznót győz        | Dodgeball: A True Underdog Story              | Videóbolt ügyintézője              |                  |
| 2004 |                                       | Rock Against Bush, Vol. 2                     | önmaga                             |                  |
| 2004 |                                       | See This Movie                                | Felix                              |                  |
| 2005 |                                       | The Comedians of Comedy                       | önmaga                             |                  |
| 2005 |                                       | Cake Boy                                      | torta perverz                      |                  |
| 2006 | Anyám nyakán                          | Failure to Launch                             | Star Wars-rajongó                  | Elek Ferenc      |
| 2007 | Zsaruk bevetésen – A film             | Reno 911!: Miami                              | Jeff Spoder                        | Mihályi Győző    |
| 2007 | L’ecsó                                | Ratatouille                                   | Remy (hang)                        | Hevér Gábor      |
| 2007 | Halálos kitérő 2.                     | Wrong Turn 2: Dead End                        | Tommy (hang)                       |                  |
| 2007 | Szerva itt, pofon ott                 | Balls of Fury                                 | A pöröly                           |                  |
| 2007 | Szex és halál kezdőknek               | Sex and Death 101                             | Fred                               | Szokol Péter     |
| 2007 | Barátod, a patkány                    | Your Friend the Rat                           | Remy (hang)                        | Hevér Gábor      |
| 2008 |                                       | Super High Me                                 | önmaga                             |                  |
| 2008 |                                       | 'All Roads Lead Home                          | Milo                               |                  |
| 2009 | A szerv                               | Observe and Report                            | Roger                              | Hannus Zoltán    |
| 2009 |                                       | 'Big Fan                                      | Paul Aufiero                       |                  |
| 2009 | Az informátor!                        | The Informant!                                | Ed Herbst                          | Szokol Péter     |
| 2009 |                                       | Al's Brain                                    | Munkatárs                          |                  |
| 2010 |                                       | Blood into Wine                               | önmaga                             |                  |
| 2010 |                                       | Beautiful Darling                             | Andy Warhol / Truman Capote (hang) |                  |
| 2011 | Kalandférgek karácsonya               | A Very Harold & Kumar 3D Christmas            | Larry Juston                       | Kapácsy Miklós   |
| 2011 | Pszichoszingli                        | Young Adult                                   | Matt Freehauf                      | Elek Ferenc      |
| 2012 | Míg a világvége el nem választ        | Seeking a Friend for the End of the World     | Roache                             | Kerekes József   |
| 2012 |                                       | Nature Calls                                  | Randy                              |                  |
| 2013 | Odd Thomas – A halottlátó             | Odd Thomas                                    | Ozzie P. Boone                     | Kapácsy Miklós   |
| 2013 | Walter Mitty titkos élete             | The Secret Life of Walter Mitty               | Todd Maher                         | Elek Ferenc      |
| 2014 |                                       | Jason Nash Is Married                         | producer                           |                  |
| 2014 | 22 Jump Street – A túlkoros osztag    | 22 Jump Street                                | Egyetemi professzor                | Gyabronka József |
| 2014 | Münó, a holdbéli manó                 | Mune: Guardian of the Moon                    | Mox (hang)                         | Galbenisz Tomasz |
| 2015 |                                       | Dude Bro Party Massacre III                   | főnök                              |                  |
| 2015 |                                       | Old/New                                       | Narrátor                           |                  |
| 2015 |                                       | Freaks of Nature                              | Stuart Miller                      |                  |
| 2015 |                                       | The Loneliest Stoplight                       | Narrátor                           |                  |
| 2016 |                                       | Donald Trump's The Art of the Deal: The Movie | Merv Griffin                       |                  |
| 2016 |                                       | Space Cop                                     | Űrrendőr főnök                     |                  |
| 2016 |                                       | Nerdland                                      | Elliot (hang)                      |                  |
| 2016 | Kalandos hétvége                      | The Confirmation                              | Drake                              | Görög László     |
| 2016 | Kémek a szomszédban                   | Keeping Up with the Joneses                   | Skorpió                            | Háda János       |
| 2017 | A kör                                 | The Circle                                    | Tom Stenton                        | Elek Ferenc      |
| 2017 | Világot látok                         | Please Stand By                               | Frank rendőr                       | Elek Ferenc      |
| 2018 | Nosztalgia                            | Nostalgia                                     | Peter                              |                  |
| 2018 | Bocs, hogy zavarom                    | Sorry to Bother You                           | Mr. Fehér (hang)                   | Zámbori Soma     |
| 2018 | Tini titánok, harcra fel! – A moziban | Teen Titans Go! To the Movies                 | Ray Palmer / Atom (hang)           |                  |
| 2019 | A kis kedvencek titkos élete 2.       | The Secret Life of Pets 2                     | Max (hang)                         | Széles Tamás     |
| 2019 | Super Gidget                          |                                               | Max (hang)                         |                  |
| 2019 | Apák                                  | Dads                                          | önmaga                             |                  |
| 2020 | Medvetesók: A film                    | We Bare Bears: The Movie                      | Nom Nom (hang)                     | Renácz Zoltán    |
| 2021 |                                       | To Meet the Faces You Meet                    | MEAD (hang)                        |                  |
| 2021 |                                       | The Spine of Night                            | Lord Pyrantin (hang)               |                  |
| 2021 | Örökkévalók                           | Eternals                                      | Pip, a troll (hang)                | Hannus Zoltán    |
| 2022 |                                       | I Love My Dad                                 | Chuck                              |                  |
| 2022 |                                       | Weird: The Al Yankovic Story                  | Biker Bar Heckler                  |                  |
| 2023 | Drukkernénik                          | 80 for Brady                                  | "Brisket"                          |                  |
| 2023 |                                       | Heroes of the Golden Masks                    | Aesop (hangja)                     |                  |
| 2024 | Szellemirtók – A borzongás birodalma  | Ghostbusters: Frozen Empire                   | Dr. Hubert Wartzki                 | Görög László     |

### Televíziós szerepek
| Év         | Magyar cím                           | Eredeti cím                                     | Szerep                                                                         | Megjegyzések                                                                                          |
| ---------- | ------------------------------------ | ----------------------------------------------- | ------------------------------------------------------------------------------ | --- |
| 1994       | Seinfeld                             | Seinfeld                                        | Videóbolt ügyintézője                                                          | 1 epizód                                                                                              |
| 1995, 1997 |                                      | Mad TV                                          | Crip tolószékben                                                               | 1 epizód forgatókönyvíró 1 epizódban                                                                  |
| 1996       |                                      | NewsRadio                                       | srác                                                                           | 1 epizód                                                                                              |
| 1996, 1998 |                                      | Mr. Show with Bob and David                     | Híres Mortimer, Férfi az étteremben                                            | 2 epizód                                                                                              |
| 1997       |                                      | The Weird Al Show                               | Seymour                                                                        | 1 epizód                                                                                              |
| 1998       |                                      | Dr. Katz, Professional Therapist                | Patton (hang)                                                                  | 2 epizód                                                                                              |
| 1998       |                                      | Pulp Comics: Margaret Cho                       | különböző karakter                                                             | különkiadás                                                                                           |
| 1998–2007  | Férjek gyöngye                       | The King of Queens                              | Spence Olchin                                                                  | Főszereplő magyar hangja Kapácsy Miklós                                                               |
| 2000       | Batman of the Future                 | Batman Beyond                                   | Eldon Michaels (hang)                                                          | 1 epizód magyar hangja Bolla Róbert                                                                   |
| 2000–2004  |                                      | Static Shock                                    | Specs / Spectral (hang)                                                        | 3 epizód                                                                                              |
| 2002       |                                      | The Man Show                                    | Weepum Buzzkillus                                                              | 1 epizód                                                                                              |
| 2002       |                                      | Home Movies                                     | Helmet (hang)                                                                  | 1 epizód                                                                                              |
| 2002–2003  |                                      | Crank Yankers                                   | Boomer (hang)                                                                  | 4 epizód                                                                                              |
| 2003–2006  |                                      | Aqua Teen Hunger Force                          | DP, Skeeter, Ezekial (hang)                                                    | 3 epizód                                                                                              |
| 2003–2007  | Kim Possible                         | Kim Possible                                    | Dementor professzor (hang)                                                     | 10 epizód                                                                                             |
| 2004       | Tündéri keresztszülők                | The Fairly OddParents                           | Crimson Chin Author                                                            | 1 epizód                                                                                              |
| 2004       |                                      | Tom Goes to the Mayor                           | Zynx (hang)                                                                    | 1 epizód                                                                                              |
| 2004–2020  | Reno 911! – Zsaruk bevetésen         | Reno 911!                                       | különböző karakter                                                             | 12 epizód                                                                                             |
| 2005       |                                      | Cheap Seats: Without Ron Parker                 | Carter Bogie                                                                   | 1 epizód                                                                                              |
| 2006       |                                      | Clark and Michael                               | Realtor                                                                        | 1 epizód                                                                                              |
| 2006       |                                      | Comedy Central Roast of William Shatner         | Roaster                                                                        | különkiadás                                                                                           |
| 2006       |                                      | Squidbillies                                    | Shecky Chucklestein (hang)                                                     | 1 epizód                                                                                              |
| 2006–2007  | The Batman                           | The Batman                                      | Cosmo Krank / Toymaker                                                         | 2 epizód magyar hangja Haagen Imre                                                                    |
| 2007       |                                      | Human Giant                                     | különböző karakter                                                             | 3 epizód forgatókönyvíró                                                                              |
| 2007       | SpongyaBob Kockanadrág               | SpongeBob SquarePants                           | Jim (hang)                                                                     | 1 epizód                                                                                              |
| 2007       |                                      | Comedy Central Roast of Flavor Flav             | Roaster                                                                        | különkiadás                                                                                           |
| 2007       | Reaper – Démonirtók                  | Reaper                                          | Leon                                                                           | 1 epizód                                                                                              |
| 2007–2008  |                                      | Tim and Eric Awesome Show, Great Job!           | Joshua Beard, doktor                                                           | 3 epizód                                                                                              |
| 2007–2020  | Amerikai fater                       | American Dad!                                   | különböző karakter (hang)                                                      | 4 epizód                                                                                              |
| 2007–2017  |                                      | WordGirl                                        | Tobey McCalister III (hang)                                                    | mellékszereplő                                                                                        |
| 2008       |                                      | Lewis Black's Root of All Evil                  | önmaga                                                                         | 6 epizód                                                                                              |
| 2009       | Slágermájerek                        | Flight of the Conchords                         | Elton John hasonmás                                                            | 1 epizód                                                                                              |
| 2009       |                                      | The Venture Bros.                               | Wonderboy (hang)                                                               | 1 epizód                                                                                              |
| 2009       | Dollhouse – A felejtés ára           | Dollhouse                                       | Joel Mynor                                                                     | 2 epizód                                                                                              |
| 2009–2010  | Balfékek                             | Community                                       | Jackie ápoló                                                                   | 1 epizód                                                                                              |
| 2009–2011  | Tara alteregói                       | United States of Tara                           | Neil                                                                           | mellékszereplő magyar hangja Pálmai Szabolcs                                                          |
| 2009–2011  | Író és kamuhős                       | Bored to Death                                  | Howard Baker                                                                   | 4 epizód                                                                                              |
| 2010       | The Sarah Silverman Program          | The Sarah Silverman Program                     | Vincent Van Guy                                                                | 1 epizód                                                                                              |
| 2010       |                                      | Neighbors from Hell                             | Pazuzu (hang)                                                                  | 10 epizód                                                                                             |
| 2010       |                                      | Caprica                                         | Baxter Sarno                                                                   | 6 epizód                                                                                              |
| 2010       |                                      | Glenn Martin, DDS                               | önkéntes srác (hang)                                                           | 1 epizód                                                                                              |
| 2010–2011  |                                      | Robotomy                                        | Thrasher (hang)                                                                | főszereplő                                                                                            |
| 2011       | Futurama                             | Futurama                                        | Nem vonzó óriásszörny (hang)                                                   | 1 epizód                                                                                              |
| 2011       |                                      | Jon Benjamin Has a Van                          | Steven Drears                                                                  | 1 epizód                                                                                              |
| 2011       | Nevelésből elégséges                 | Raising Hope                                    | Rubin                                                                          | 1 epizód                                                                                              |
| 2011–2014  |                                      | The Heart, She Holler                           | Hurlan                                                                         | Főszereplő                                                                                            |
| 2012       |                                      | The High Fructose Adventures of Annoying Orange | Clyde (hang)                                                                   | 1 epizód                                                                                              |
| 2012       | Bob burgerfalodája                   | Bob's Burgers                                   | Moody Foodie (hang)                                                            | 1 epizód                                                                                              |
| 2012       |                                      | Metalocalypse                                   | Dr. Bartholomew Grahsrihajul Klokateer (hang)                                  | 2 epizód                                                                                              |
| 2012       | Minden lében négy kanál              | Burn Notice                                     | Burn Notice                                                                    | 3 epizód                                                                                              |
| 2012–2013  | Két pasi – meg egy kicsi             | Two and a Half Men                              | Billy Stanhope                                                                 | 5 epizód magyar hangja Elek Ferenc (1. hang) Seszták Szabolcs (2. hang)                               |
| 2012, 2014 |                                      | Comedy Bang! Bang!                              | önmaga                                                                         | 2 epizód                                                                                              |
| 2012, 2017 | A Simpson család                     | The Simpsons                                    | T-Rex, Bart bűnössége (hang)                                                   | 2 epizód                                                                                              |
| 2013       |                                      | Portlandia                                      | Thor83                                                                         | 2 epizód                                                                                              |
| 2013       | Városfejlesztési osztály             | Parks and Recreation                            | Garth Blundin                                                                  | 1 epizód                                                                                              |
| 2013       |                                      | Yo Gabba Gabba!                                 | Croackey (hang)                                                                | 1 epizód                                                                                              |
| 2013       | Brooklyn 99 – Nemszázas körzet       | Brooklyn Nine-Nine                              | Marshall Boone                                                                 | 2 epizód magyar hangja Pálfai Péter                                                                   |
| 2013–2015  |                                      | Axe Cop                                         | Sockarang (hang)                                                               | főszereplő                                                                                            |
| 2013–2015  | A törvény embere                     | Justified                                       | Bob Sweeney                                                                    | 6 epizód                                                                                              |
| 2013–2023  | A Goldberg család                    | The Goldbergs                                   | Adam F. Goldberg felnőttként (hang)                                            | Főszereplő magyar hangja Kapácsy Miklós                                                               |
| 2014       | 29. Independent Spirit-gála          | 29th Independent Spirit Awards                  | önmaga                                                                         | műsorvezető                                                                                           |
| 2014       | Jerry Seinfeld és vendégei az úton   | Comedians in Cars Getting Coffee                | önmaga                                                                         | 1 epizód                                                                                              |
| 2014       | Szuperdokik                          | Mighty Med                                      | Ed                                                                             | 2 epizód                                                                                              |
| 2014       | Modern család                        | Modern Family                                   | Ducky                                                                          | 1 epizód                                                                                              |
| 2014       | Rejtélyek városkája                  | Gravity Falls                                   | Franz (hang)                                                                   | 1 epizód                                                                                              |
| 2014–2017  | Dr. Plüssi                           | Doc McStuffins                                  | Clarence gróf (hang)                                                           | 4 epizód                                                                                              |
| 2014–2016  | Tömény történelem                    | Drunk History                                   | különböző karakter                                                             | 3 epizód                                                                                              |
| 2014–2020  | A S.H.I.E.L.D. ügynökei              | Agents of S.H.I.E.L.D.                          | Eric Koenig, Sam Koenig, Billy Koenig, Thurston Koenig, Ernest "Hazard" Koenig | 9 epizód magyar hangja Kapácsy Miklós                                                                 |
| 2014–2020  | BoJack Horseman                      | BoJack Horseman                                 | Pinky Pingvin, Charlie Rose, Malac doktor, Neal McBeal (hang)                  | 14 epizód magyar hangja Kapácsy Miklós Dézsy Szabó Gábor (Charlie)                                    |
| 2015       |                                      | Battle Creek                                    | Hardy polgármester                                                             | 1 epizód                                                                                              |
| 2015       |                                      | Maron                                           | önmaga                                                                         | 1 epizód                                                                                              |
| 2015       | Rick és Morty                        | Rick and Morty                                  | Béta 7 (hang)                                                                  | 1 epizód                                                                                              |
| 2015       | Csizmás, a kandúr kalandjai          | The Adventures of Puss in Boots                 | Francisco (hang)                                                               | 1 epizód                                                                                              |
| 2015–2018  |                                      | Pickle and Peanut                               | Papa (hang)                                                                    | 4 epizód                                                                                              |
| 2015–2019  | Az alelnök                           | Veep                                            | Teddy Sykes                                                                    | 11 epizód                                                                                             |
| 2015–2019  | Medvetesók                           | We Bare Bears                                   | Nom Nom (hang)                                                                 | mellékszereplő magyar hangja Szatmári Attila (1. hang) Baráth István (2. hang) Moser Károly (3. hang) |
| 2016       | Archer                               | Archer                                          | Alan Shapiro (hang)                                                            | 6 epizód                                                                                              |
| 2016       | Amynek áll a világ                   | Inside Amy Schumer                              | AMZ műsorvezető                                                                | 1 epizód                                                                                              |
| 2016       |                                      | Lady Dynamite                                   | önmaga                                                                         | 3 epizód                                                                                              |
| 2016       |                                      | TripTank                                        | Pegazus (hang)                                                                 | 1 epizód                                                                                              |
| 2016       |                                      | Bajillion Dollar Propertie$                     | Derek Young                                                                    | 1 epizód                                                                                              |
| 2016       |                                      | Full Frontal with Samantha Bee                  | önmaga                                                                         | különkiadás                                                                                           |
| 2016, 2019 | Én kicsi pónim: Varázslatos barátság | My Little Pony: Friendship Is Magic             | Quibble Pants (hang)                                                           | 2 epizód magyar hangja Czető Roland                                                                   |
| 2016–2019  | Veszélyes tanerők                    | Those Who Can't                                 | Gil Nash                                                                       | 4 epizód                                                                                              |
| 2017       |                                      | Zoolander: Super Model                          | Dr. Botoxo (hang)                                                              | tévéfilm                                                                                              |
| 2017       | Dél-kaliforniai diéta                | Santa Clarita Diet                              | Dr. Charles Hasmedi                                                            | 1 epizód                                                                                              |
| 2017       |                                      | 69th Writers Guild of America Awards            | önmaga                                                                         | műsorvezető                                                                                           |
| 2017       |                                      | Dimension 404                                   | Dusty bácsi                                                                    | 1 epizód                                                                                              |
| 2017       |                                      | Difficult People                                | Kenny Jurgens                                                                  | 1 epizód                                                                                              |
| 2017       |                                      | HarmonQuest                                     | Sandpole (hang)                                                                | 1 epizód                                                                                              |
| 2017–2018  |                                      | Crazy Ex-Girlfriend                             | J. Castleman                                                                   | 2 epizód                                                                                              |
| 2017–2018  | Justice League Action                | Justice League Action                           | Űrtaxis (hang)                                                                 | mellékszereplő magyar hangja Markovics Tamás (1. hang) Czető Roland (2. hang) Holl Nándor (3. hang)   |
| 2017–2018  |                                      | Mystery Science Theater 3000                    | Max                                                                            | 20 epizód                                                                                             |
| 2017–2019  | Vidám!                               | Happy!                                          | Vidám (hang)                                                                   | főszereplő                                                                                            |
| 2017–2020  | Mickey és az autóversenyzők          | Mickey and the Roadster Racers                  | Maynard McSnorter (hang)                                                       | 9 epizód                                                                                              |
| 2017–2020  | Marvel Pókember                      | Spider-Man                                      | Ben Parker, Kaméleon (hang)                                                    | mellékszereplő magyar hangja Rosta Sándor (Ben)                                                       |
| 2018       |                                      | Robot Chicken                                   | Brock, Doug Funnie, Flamingo (hang)                                            | 1 epizód                                                                                              |
| 2018       |                                      | Another Period                                  | riporter                                                                       | 1 epizód                                                                                              |
| 2018       | Kémkölykök: Kritikus küldetés        | Spy Kids: Mission Critical                      | Mint Condition (hang)                                                          | 1 epizód                                                                                              |
| 2018       | Kergefarm                            | Pig Goat Banana Cricket                         | Jimmy Ron Cricket (hang)                                                       | 1 epizód                                                                                              |
| 2018       |                                      | Niko and the Sword of Light                     | Bálnák királya (hang)                                                          | 1 epizód                                                                                              |
| 2018–2021  | Hős6os: A sorozat                    | Big Hero 6: The Series                          | Mr. Frank Sparkles (hang)                                                      | mellékszereplő magyar hangja Vida Péter                                                               |
| 2018–2021  |                                      | A.P. Bio                                        | Ralph Durbin igazgató                                                          | főszereplő                                                                                            |
| 2019       |                                      | Schooled                                        | Ádám felnőttként (hang)                                                        | 1 epizód                                                                                              |
| 2019       | Kis tini hős                         | Kim Possible                                    | Dementor professzor                                                            | tévéfilm magyar hangja Lux Ádám                                                                       |
| 2019       |                                      | An Emmy for Megan                               | önmaga                                                                         | 6 epizód                                                                                              |
| 2019       | Veronica Mars                        | Veronica Mars                                   | Penn Epner                                                                     | 8 epizód                                                                                              |
| 2019       | Tini titánok, harcra fel!            | Teen Titans Go!                                 | Atom (hang)                                                                    | 1 epizód                                                                                              |
| 2019–2020  | Will és Grace                        | Will & Grace                                    | Danley Walker                                                                  | 3 epizód                                                                                              |
| 2020       | Sárkánylovasok                       | DreamWorks Dragons: Rescue Riders               | Olive (hang)                                                                   | 1 epizód                                                                                              |
| 2020       |                                      | Home Movie: The Princess Bride                  | Vizzini                                                                        | 1 epizód                                                                                              |
| 2020       |                                      | Mapleworth Murders                              | Jerry Sprinks                                                                  | 1 epizód                                                                                              |
| 2020       | A fiúk                               | The Boys                                        | Deep kopoltyúi (hang)                                                          | 1 epizód                                                                                              |
| 2021       |                                      | Bless the Harts                                 | Vohnnie Ray Power (hang)                                                       | 1 epizód                                                                                              |
| 2021       |                                      | The Conners                                     | Don Blansky                                                                    | 2 epizód                                                                                              |
| 2021       | Family Guy                           | Family Guy                                      | Tyler (hang)                                                                   | 1 epizód                                                                                              |
| 2021       | Félig üres                           | Curb Your Enthusiasm                            | Harry Baskin                                                                   | 1 epizód                                                                                              |
| 2021       | A szellem és Molly McGee             | The Ghost and Molly McGee                       | Brunson polgármester (hang)                                                    | 4 epizód magyar hangja Kapácsy Miklós                                                                 |
| 2021       | Mikulás Rt.                          | Santa Inc.                                      | Nyúl Peter (hang)                                                              | 1 epizód                                                                                              |
| 2021       | M.O.D.O.K.                           | M.O.D.O.K.                                      | George Tarleton / M.O.D.O.K. (hang)                                            | főszereplő forgatókönyvíró                                                                            |
| 2022       | Űrhadosztály                         | Space Force                                     | Lancaster kapitány                                                             | 2 epizód                                                                                              |
| 2022       | Sandman: Az álmok fejedelme          | The Sandman                                     | Matthew, a holló                                                               | 11 epizód                                                                                             |